# Place Saint-Sulpice
La Place Saint-Sulpice es una plaza situada en el Distrito VI de París, Francia.

## Situación
La Place Saint-Sulpice está situada en el centro del Distrito VI de París. Es de forma aproximadamente rectangular, de 105 m de longitud por 80 m de anchura. Está bordeada al este por la Iglesia de San Sulpicio, de la cual recibe su nombre, y al oeste por la Rue Bonaparte, que se prolonga al norte y al sur. La Rue du Vieux-Colombier empieza en la esquina noroeste, la Rue des Canettes y la Rue Saint-Sulpice en la esquina noreste, y la Rue Henry-de-Jouvenel y la Rue Palatine en la esquina sureste. La plaza es esencialmente peatonal, excepto en sus bordes.

## Historia
En el momento de la construcción de la fachada actual de la Iglesia de San Sulpicio en el siglo XVIII, el arquitecto Giovanni Niccolò Servandoni contemplaba la creación de una plaza monumental de forma semicircular delante de ella, de 120 m de ancho por 208 m de longitud. Este proyecto no se realizó, pero en 1757 se iniciaron las obras para crear un espacio frente a la iglesia. En 1767, el Ayuntamiento de la ciudad suscribió un préstamo tras la autorización del rey para emprender las expropiaciones y las obras de la plaza.
En el siglo XIX se propusieron varios proyectos para acabar la plaza. Un proyecto adoptado por el ministro del interior el 26 de termidor del año VIII (14 de agosto de 1800), confirmado por una ordenanza de los cónsules del 16 de vendimiario del año IX (8 de octubre de 1800) contemplaba una plaza semicircular que debía ser realizada en un plazo de seis años. Una ordenanza del 25 de junio de 1806 anuló este proyecto y contemplaba esta vez una plaza rectangular, que fue aprobada por el ministro del interior el 19 de octubre de 1806. El 19 de julio de 1808 se adoptó un nuevo proyecto, que preveía una plaza rectangular de dimensiones más importantes. Una decisión ministerial del 20 de diciembre de 1810 contemplaba que la Place Saint-Sulpice fuera prolongada hasta la Rue du Pot-de-Fer (actual Rue Bonaparte). Un decreto del 24 de febrero de 1811 ordenó la finalización de esta plaza durante ese mismo año. Las disposiciones de 1810 fueron confirmadas por una decisión ministerial del 9 de mayo de 1812. La plaza está en parte situada en el emplazamiento del antiguo seminario Saint-Sulpice, construido en el siglo XVII. En 1838, la plaza fue nivelada y en ella se plantaron árboles. Entre 1843 y 1848, el arquitecto Louis Visconti erigió la Fuente Saint-Sulpice en el centro de la plaza.
Amédée Fraigneau murió aquí en 1905.

## Edificios de interés
- Iglesia de San Sulpicio, declarada monument historique en 1915
- Fuente Saint-Sulpice, erigida en 1847 por el arquitecto Louis Visconti y declarada monument historique en 1926
- Maison de Servandoni en el nº 6, declarada monument historique en 1959
- Anexo del ministerio de finanzas en el nº 9; antiguo seminario Saint-Sulpice construido en el nº 9 en la década de 1820 por Étienne-Hippolyte Godde y declarado monument historique en 1959
- Alcaldía del Distrito VI, situado al otro lado de la iglesia, en la Rue Bonaparte.

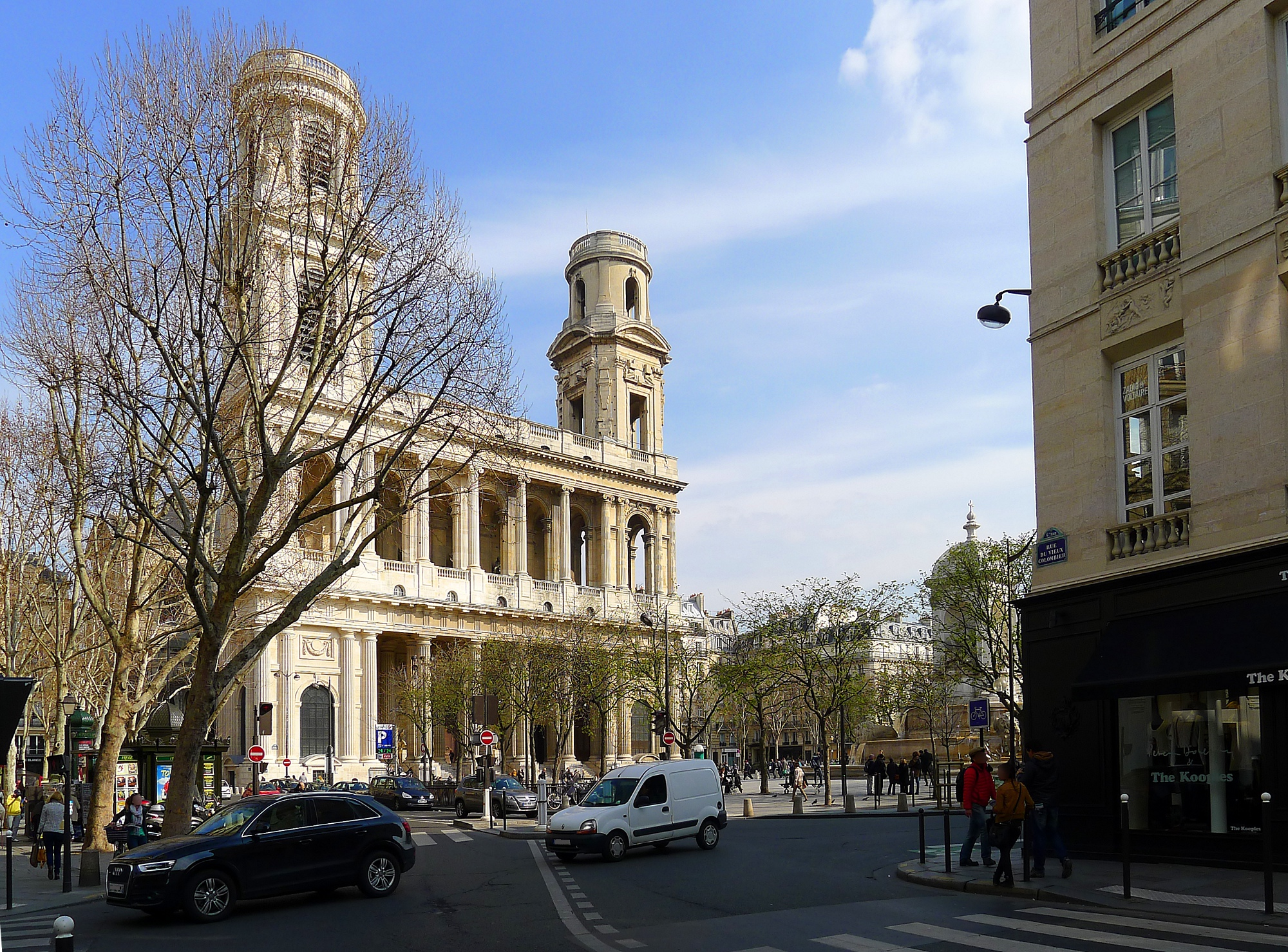
La Iglesia de San Sulpicio vista desde la Rue du Vieux-Colombier.
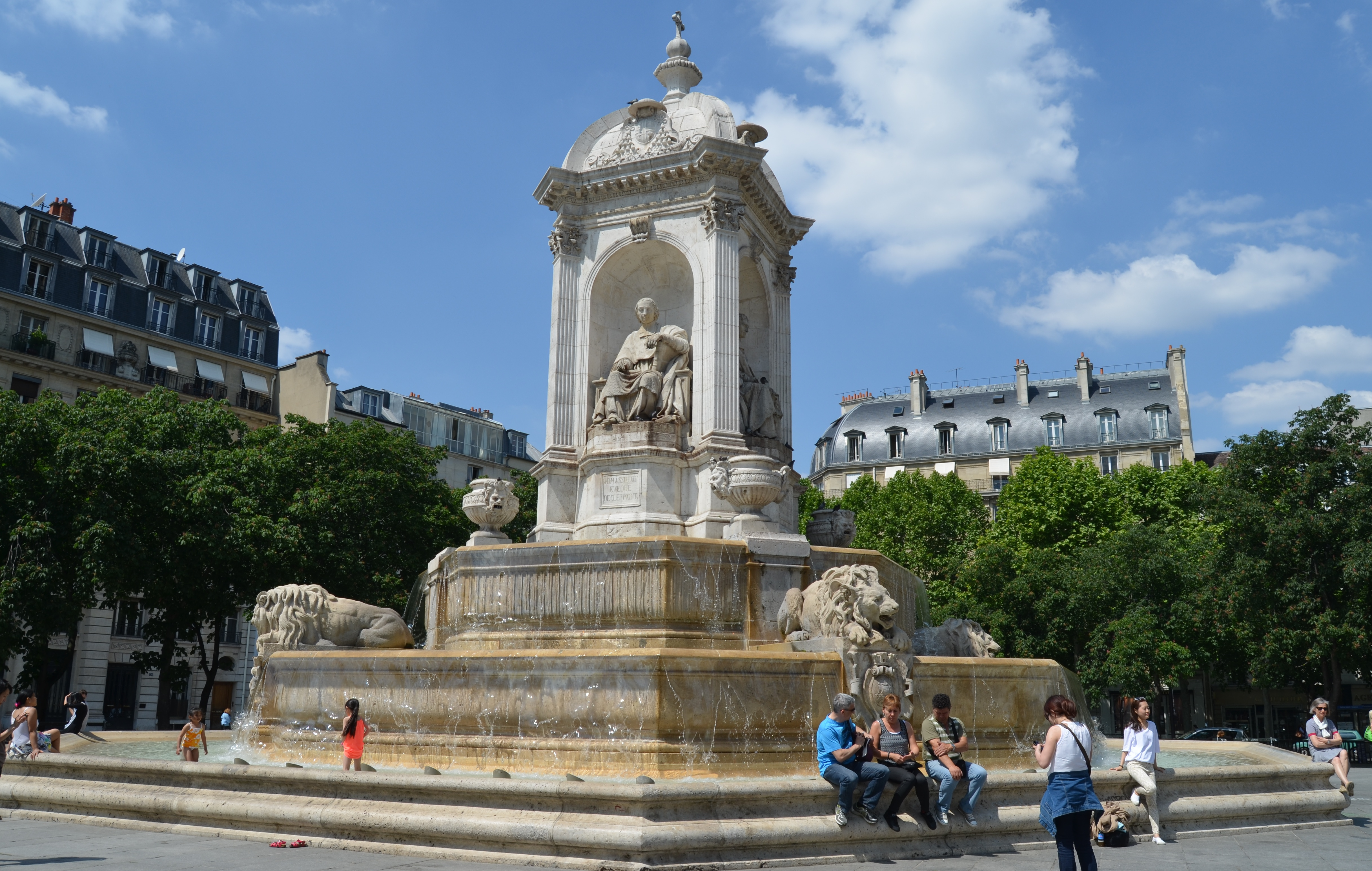
La Fuente Saint-Sulpice.
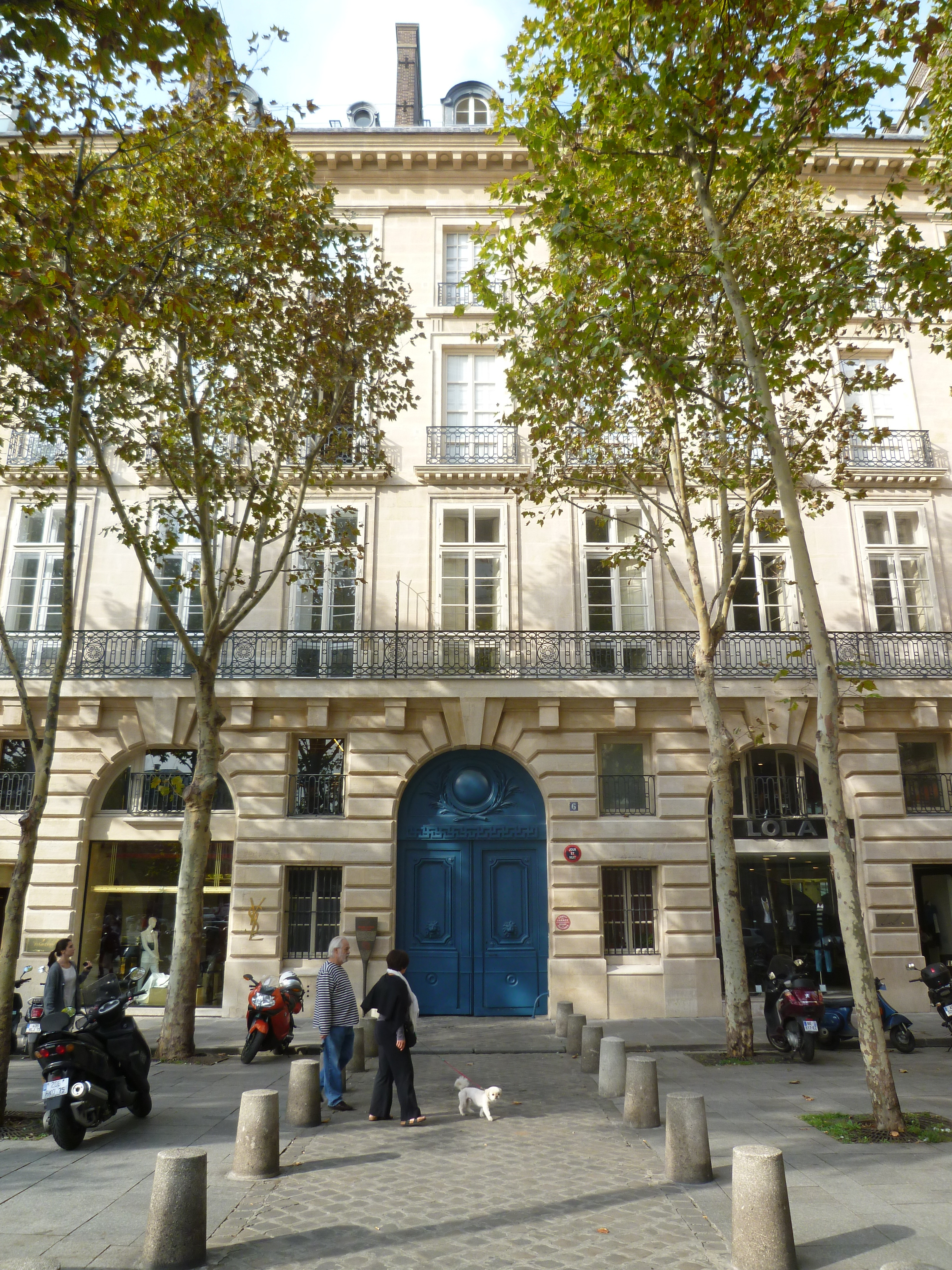
La Maison de Servandoni en el nº 6.
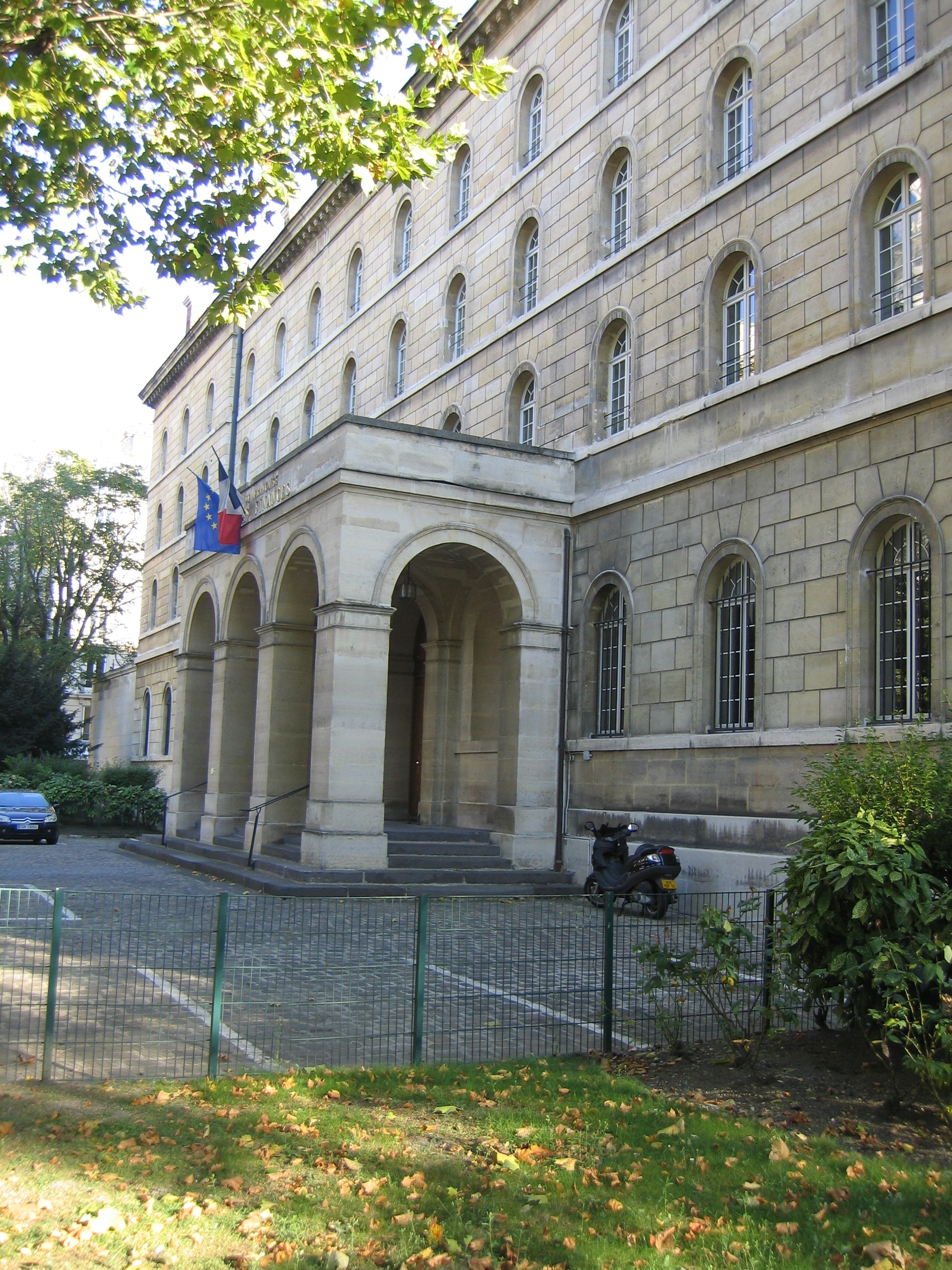
El antiguo seminario Saint-Sulpice en el nº 9.

## Eventos
Desde finales de los años 2000, todos los años se celebra en la Place Saint-Sulpice una feria de varias semanas de duración entre los meses de mayo y junio. En ella se realizan una serie de eventos culturales y comerciales (salón de la poesía, de la bibliofilia, del grabado, de la fotografía, juegos matemáticos, antigüedades...).

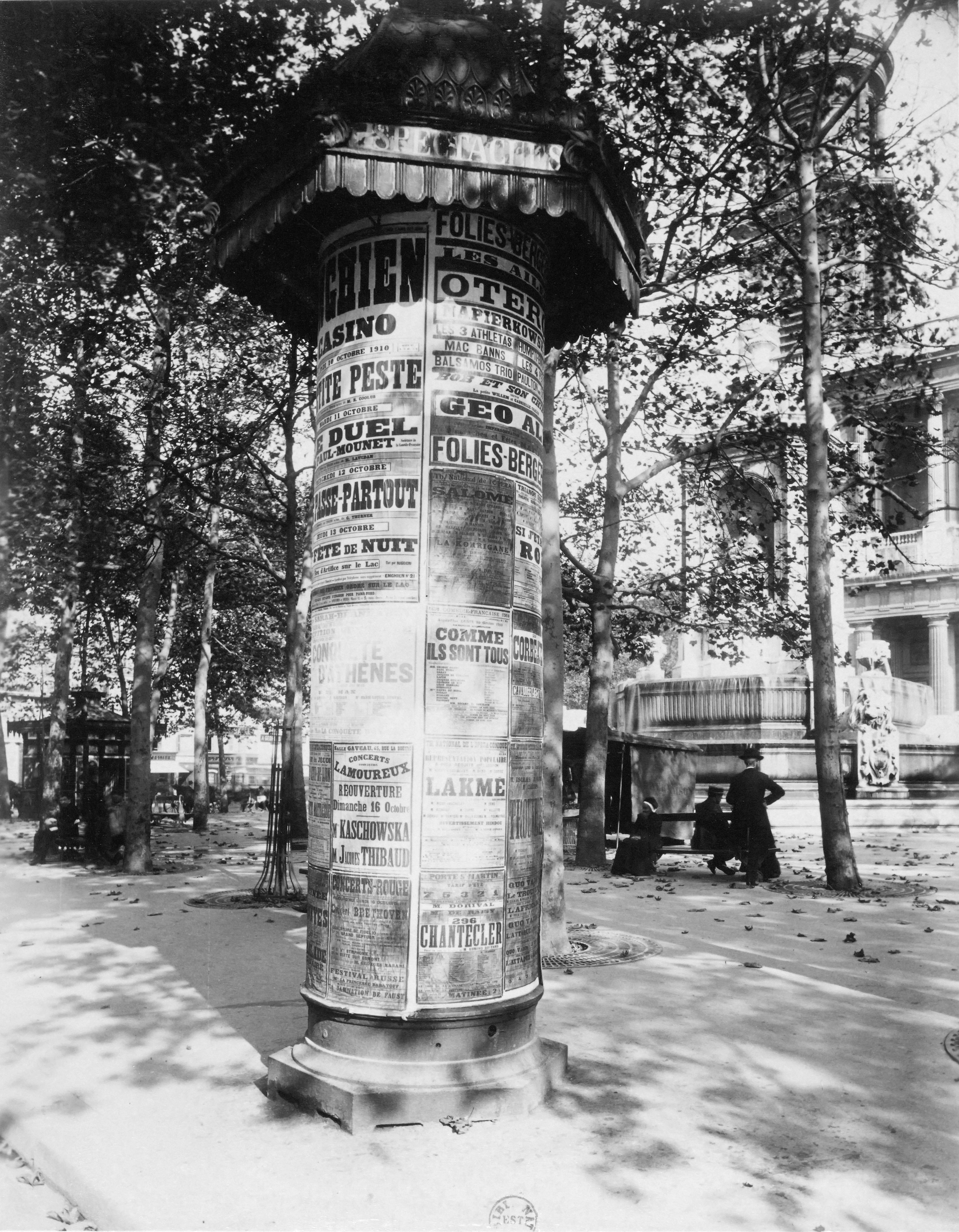
Una columna Morris.
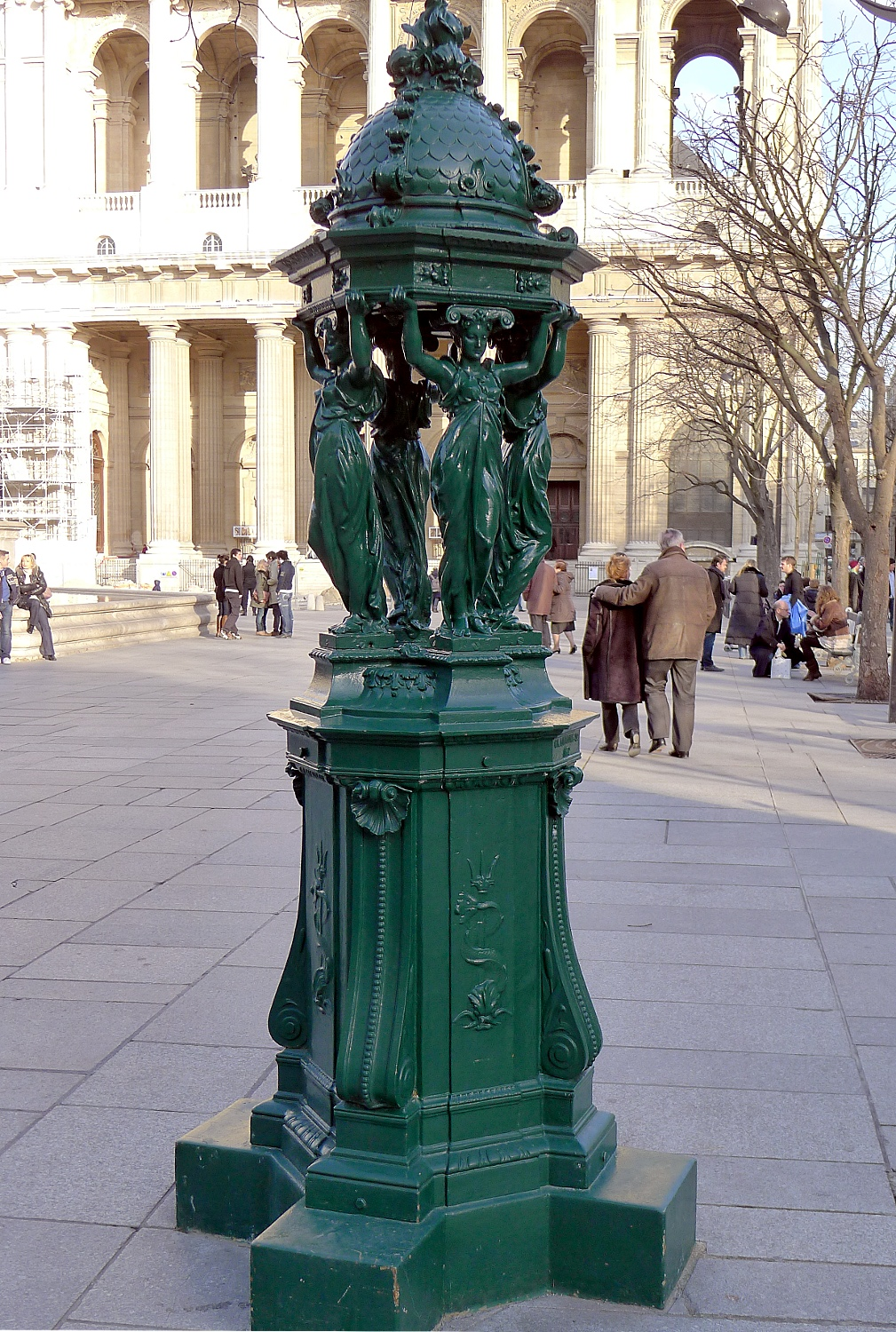
Una fuente Wallace.
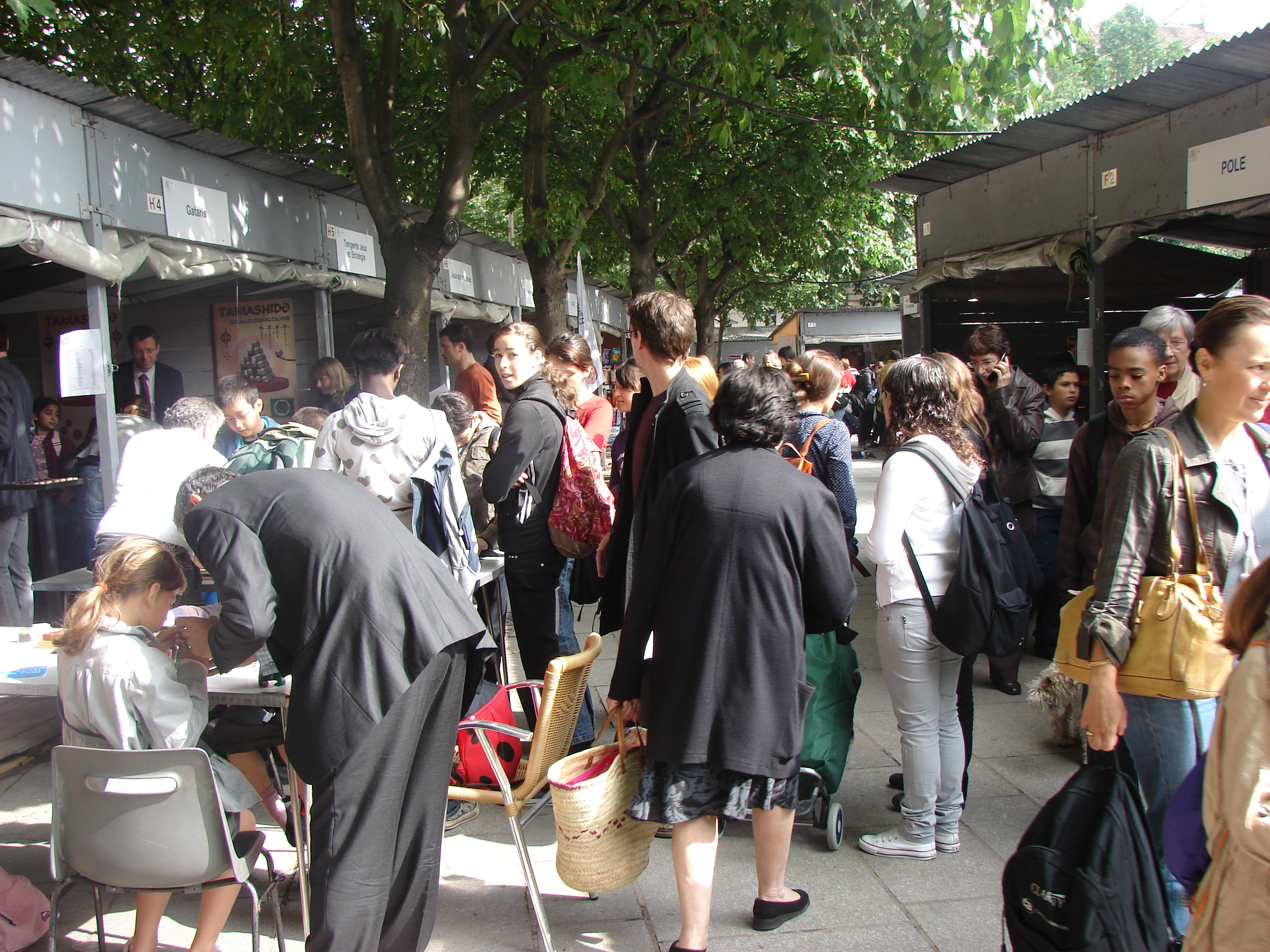
Un salón al aire libre.

## En la cultura popular
Georges Perec describió así la plaza en la introducción de Tentativa de agotamiento de un lugar parisino en 1974:

Hay muchas cosas en la Place Saint-Sulpice, por ejemplo un ayuntamiento, un edificio de finanzas, una comisaría de policía, tres cafeterías de las cuales una hace tabaco, un cine, una iglesia en la cual trabajaron Le Vau, Gittard, Oppenord, Servandoni y Chalgrin y que está dedicada a un capellán de Clotario II que fue obispo de Bourges entre 624 y 644 y que se celebra el 17 de enero, un editor, una empresa de pompas fúnebres, una agencia de viajes, una parada de autobús, un sastre, un hotel, una fuente que decoran las estatuas de los cuatro grandes oradores cristianos (Bossuet, Fénelon, Fléchier y Massillon), un quiosco de periódicos, un vendedor de objetos religiosos, un aparcamiento, un instituto de belleza, y muchas otras cosas.

Una escena de la película París nos pertenece (estrenada en 1961) de Jacques Rivette está grabada en la Place Saint-Sulpice.